# Hugo Dumas
Hugo Dumas est un chroniqueur culturel au quotidien La Presse, à Montréal. Depuis le début des années 2000, il se spécialise dans les questions de « culture pop » et de télévision. Celui-ci est considéré comme l'un des « plus importants [critiques télévisuels] au Québec ».

## Biographie
Diplômé de l'Université du Québec à Montréal en journalisme, Hugo Dumas commence sa carrière en 1996 comme journaliste au quotidien Le Soleil à Québec. En 1998, désormais diplômé, il rejoint le quotidien La Presse, à Montréal.
En début de carrière, il se voit principalement confier des tâches liées à la rédaction d'articles journalistiques variés. Toutefois, ce n'est qu'après avoir assumé le rôle de « stagiaire » de la chroniqueuse Louise Cousineau en 2002, même si ce titre n'était pas officiel, qu'il s'est pleinement investi dans son rôle de critique culturel.
Dumas rédige, depuis ce temps, un bon nombre de chroniques et de critiques sur des téléromans, télé-réalités, généralement québécoises, ainsi que sur l'actualité culturelle en général. Son style d'écriture est caractérisé par la manière dont « il nous raconte une histoire », d'une extravagance stylistique, plutôt que par le prosaïsme.
Il agit également comme chroniqueur culturel hebdomadaire à l'émission radiophonique La journée (est encore jeune) sur les ondes de ICI Radio-Canada Première.
En 2021, Hugo Dumas a mis en lumière l'histoire de François Pagé, un scénariste de télévision québécois ayant simulé sa propre mort. Cet article lui valut une nomination au Concours canadien de journalisme dans la catégorie « culture ».

## Controverse
En juillet 2019, le Groupe TVA poursuit Hugo Dumas en diffamation pour un montant de 85 000 $ (50 000 $ en dommages et intérêts et 35 000 $ en dommages punitifs). Dans une chronique du 27 juin 2019 intitulée « Qui obtiendra la garde légale de Star Académie? », Dumas aurait supposé que l'animatrice vedette de TVA, Julie Snyder, aurait été renvoyée par l'entreprise en novembre 2016, alors qu'il s'agissait plutôt d'une fin de contrat,. Dans leur poursuite, TVA mentionne que la chronique « avait clairement l’intention de créer un dommage à TVA ».
Conjointement, le président et chef de la direction (PDG) de Québecor, et ex-mari de Snyder, Pierre Karl Péladeau, intente une poursuite de 500 000 $ envers La Presse au sujet du même article. Dans la requête, on peut lire que la chronique représente un « point culminant d’une campagne de salissage s’étirant sur plusieurs années, orchestrée par [le journaliste Dumas] afin de dénigrer [M. Péladeau] et de faire croire au public qu’il tente de nuire à la mère de ses deux enfants ». Celui-ci accuse Dumas d'avoir « un manque d’objectivité flagrant » et d'avoir dénoté faussement que Péladeau, nouvellement divorcé de Snyder, aurait eu un rôle dans la résiliation du contrat de celle-ci.

## Mentions honorables
Son nom est mentionné dans un épisode des Simpson (doublage québécois) diffusé à la fin décembre 2018 à Télétoon la nuit.
Il est aussi mentionné durant un sketch du film 1995 du Bye Bye 2024,.